# Archidiecezja Bamenda
Archidiecezja Bamenda (łac. Archidiœcesis Bamendana) – diecezja rzymskokatolicka w Kamerunie, z siedzibą w Bamendzie. Powstała 13 sierpnia 1970. Archidiecezja od 18 marca 1982.

## Główne świątynie
- Archikatedra: Archikatedra św. Józefa w Bamendzie

## Biskupi diecezjalni
- Biskupi diecezjalni 
  - bp Paul Verdzekov (1970–1982)

- Arcybiskupi metropolici
  - Abp Paul Verdzekov (1982–2006)
  - Abp Cornelius Fontem Esua (2006 – 2019)
  - Abp Andrew Nkea Fuanya (od 2019)